# جامعة عموم العملة التونسية
جامعة عموم العملة التونسية هي أول منظمة نقابية تونسية وعربية. ظهرت عام 1924 ولكنها لم تعمر إلا بضعة أشهر، تمكنت خلالها من الانتشار بسرعة في العاصمة التونسية وفي منطقة بنزرت بالشمال التونسي، ووصلت إلى منطقة المناجم بالجنوب الغربي.
من أبرز مؤسسيها محمد علي الحامي والطاهر الحداد وأحمد بن ميلاد وأحمد توفيق المدني والمختار الخميري ...
في بيانها التأسيسي، أشارت النقابة إلى أن «جامعتنا الوطنية النقابية ليست مؤسسة على التمييز الديني والقومي، هي بالعكس مفتوحة في وجه العمال الأجانب وقد علّمتنا التجارب أن اتحاد النقابات الفرنسية لا يهتم بمصالح التونسيين».
وجدت هذه الجامعة في بدايتها مساندة من الحزب الحر الدستوري التونسي ومن الحزب الشيوعي التونسي الذي كان يسعى لإضعاف نقابة الكنفدرالية العامة للشغل الفرنسية التي يهيمن عليها آنذاك غريمه فرع الحزب الاشتراكي الفرنسي بتونس. ولكن في مطلع عام 1925 أي بعد بضعة أشهر فقط من ظهورها تحالف ضدها الاشتراكيون والدستوريون والإصلاحيون، بما جعلها تبقى شبه منفردة أمام التتبعات العدلية وبالفعل أحيل قادتها على المحاكمة والنفي، بما قضى عليها.
وسنة 1936، ظهرت منظمة جديدة تحمل نفس الاسم، وساهم في ظهورها أصحاب التجربة الأولى غير أنها انتهت بالفشل هي الأخرى عام 1938.